# Cyanocompsa
Cyanocompsa és un gènere d'ocells de la família dels cardinàlids (Cardinalidae).

## Llistat d'espècies
A la classificació del Congrés Ornitològic Internacional (versió 2.5, 2010) aquest gènere figurava format per tres espècies, però dues d'elles han estat ubicades al gènere Cyanoloxia arran els treballs de Bryson et al. 2014. Actualment es considera que aquest gènere conté únicament una espècie:
- Cyanocompsa parellina - cardenal atzur.